# Сьодерхамн (община)
 Тази статия е за община Сьодерхамн.  За едноименния град вижте Сьодерхамн.  
Община Сьодерхам (на шведски: Söderhamns kommun) е община в Швеция в състава на лен Йевлебори. Главен административен център на общината е едноименния град Сьодерхамн. Населението на общината е 25 442 души (към 31 декември 2013).